# Ochrotrichia oregona
Ochrotrichia oregona is een schietmot uit de familie Hydroptilidae. De soort komt voor in het Nearctisch gebied.